# Домаћи странац
„Домаћи странац” је југословенски ТВ филм из 1977. године. Режирао га је Ванча Кљаковић а сценарио је написао Миле Станковић.

## Улоге
| Глумац                | Улога |
| --------------------- | ----- |
| Адем Чејван           |       |
| Звонко Лепетић        |       |
| Данило Бата Стојковић |       |
| Зденка Трах           |       |
| Круно Валентић        |       |